# Prades (Espagne)
Pour les articles homonymes, voir Prades.
Prades est une commune de la comarque du Baix Camp dans la province de Tarragone en Catalogne (Espagne).

## Économie
La commune de Prades, ainsi que plusieurs communes de la comarque, produisent des pommes de terre qui bénéficient d'une appellation IGP, Patatas de Prades.